# Пісняр-лісовик сосновий
Пісняр-лісовик сосновий (Setophaga pinus) — вид горобцеподібних птахів родини піснярових (Parulidae).

## Поширення
Він поширений у східній частині Північної Америки від району Великих озер (південь Онтаріо та Квебек в Канаді) до Техасу та Флориди. Північні популяції мігрують на південь ареалу, інколи трапляючись на північному сході Мексики та на Антильських островах. Мешкає в змішаних сосново-дубових лісах.

## Опис
Довжина дорослих особин від дзьоба до хвоста становить від 12 до 13 см. Оперення самця зверху оливково-жовте, на крилах і хвості темніше. На крилах є дві білі смужки, а на хвості кілька білих плям. Горло і груди жовті, з оливковими боками, живіт і підхвістя білі.
Самиця має матове оперення, оливково-зелене на верхній частині та жовтувате на горлі та грудях, з оливковими боками.
Молоді особини та самиці, які не розмножуються, оливково-коричневі або сіруваті, з двома білими смужками на кожному крилі. Горло і грудка білуваті, з жовтуватими відтінками.